# Georg Theiß
Johann Heinrich Georg Theiß (* 14. September 1801 in Halsdorf; † 28. Mai 1859 in Windecken) war ein deutscher Justizbeamter und Mitglied der  kurhessischen Ständeversammlung. 

## Leben
Georg Theiß war als Justizbeamter in Wetter im Landkreis Marburg-Biedenkopf beschäftigt, als er 1833 ein Mandat für die kurhessische Ständeversammlung, die nach den Unruhen im Jahre 1831 zum Zweck der Beratung und Verabschiedung einer Verfassung gebildet wurde, erhielt. Theiß war für den Wahlbezirk Marburg in das Parlament gelangt, das bis 1866 Bestand hatte, als das Land Hessen durch Preußen annektiert wurde.